# Élections partielles québécoises de 2023
Les élections partielles québécoises de 2023 se sont tenues au cours de l'année 2023 pour remplacer des députés de l'Assemblée nationale du Québec, qui ont quitté leur poste au cours de l'année 2022 ou 2023.

## Saint-Henri–Sainte-Anne, 13 mars 2023
L'élection partielle dans la circonscription électorale de Saint-Henri–Sainte-Anne se tient le 13 mars 2023, à la suite de la démission, le 1er décembre 2022, de la députée Dominique Anglade, cheffe démissionnaire du Parti libéral du Québec.

### Contexte
La circonscription de Saint-Henri–Sainte-Anne est un fief du Parti libéral du Québec depuis sa création en 1992. Dominique Anglade y est élue lors d'une élection partielle, en novembre 2015 à la suite de la démission de la députée libérale Marguerite Blais. Le 11 mai 2020, Anglade devient la cheffe du Parti libéral. Elle est réélue lors de l'élection générale de 2022, mais sa formation politique obtient le pire score de son histoire, soit 14,37 % des voix. Cette défaite combinée à la perte d'une députée, l'amène à quitter la chefferie du parti le 7 novembre 2022 suivie de son siège de députée le 1er décembre suivant. Le 6 février 2023, le premier ministre François Legault annonce le déclenchement de l'élection qui se tiendra le 13 mars 2023.

### Candidats
L'élection étant attendue, Québec solidaire investit rapidement dès le 10 janvier 2023 leur candidat, Guillaume Cliche-Rivard, avocat en immigration, candidat lors des élections générales de 2022.
Le parti au pouvoir, la Coalition avenir Québec, annonce son candidat 16 jours plus tard, le 26 janvier 2023. C'est le premier ministre et chef du parti, François Legault qui fait l'annonce pour présenter Victor Pelletier, l'attaché politique du député Mario Laframboise, le président du caucus du gouvernement. Âgé de 21 ans, il est président de l'aile jeunesse de la CAQ depuis novembre 2022.
Le Parti libéral du Québec, de son côté, annonce son candidat le jour du déclenchement de l'élection, le 6 février 2023. L'homme d'affaires Christopher Baenninger est le candidat libéral défait dans la circonscription de Sainte-Marie–Saint-Jacques lors des dernières élections générales.
Le parti Climat Québec annonce son candidat le 2 février 2023, Jean-François Racine, présenté comme étant un « militant de la première heure » du parti créé en 2021.
Le Parti québécois est représenté par Andréanne Fiola, candidate dans Laval-des-Rapides lors des précédentes élections générales.
Le Parti conservateur du Québec a quant à lui pour candidat Lucien Koty. Koty fut précédemment candidat conservateur dans la circonscription de Verdun,. Quelques jours après le dévoilement de sa candidature, Lucien Koty fait face à une controverse concernant des publications partagées précédemment sur son compte Twitter personnel. Le 30 janvier 2023, il a partagé une publication sarcastique sur les vaccins contre la Covid-19. Dans une autre publication partagée à la fin décembre 2022, Koty mettait la responsabilité de l'invasion de l'Ukraine par la Russie sur l'OTAN et l'Union européenne, qui se seraient selon lui servi de l'Ukraine pour déclarer la guerre contre la Russie. Quelques semaines auparavant, Lucien Koty avait partagé une autre publication ridiculisant la thèse des changements climatiques.

### Liste des sondages locaux
| Dernier jour du sondage | PLQ  | QS   | CAQ | PQ   | PCQ | Autres | Sondeur    | Échantillon | ME    | Source |
| ----------------------- | ---- | ---- | --- | ---- | --- | ------ | ---------- | ----------- | ----- | ------ |
| Dernier jour du sondage |      |      |     |      |     |        | Sondeur    | Échantillon | ME    | Source |
| Résultats               | 29,0 | 44,5 | 9,4 | 11,4 | 2,7 | 3,0    |            |             |       |        |
| 1er mars 2022           | 36   | 25   | 16  | 16   | 5   | 2      | Mainstreet | 284         | ± 5,8 |        |

### Résultats
|                                                                                               | Nom                     | Parti                    | Nombre de voix | %      | Maj.  |
| --------------------------------------------------------------------------------------------- | ----------------------- | ------------------------ | -------------- | ------ | ----- |
|                                                                                               | Guillaume Cliche-Rivard | Québec solidaire         | 7 897          | 44,5 % | 2 758 |
|                                                                                               | Christopher Baenninger  | Libéral                  | 5 139          | 29 %   | -     |
|                                                                                               | Andréanne Fiola         | Parti québécois          | 2 025          | 11,4 % | -     |
|                                                                                               | Victor Pelletier        | Coalition avenir         | 1 661          | 9,4 %  | -     |
|                                                                                               | Lucien Koty             | Conservateur             | 478            | 2,7 %  | -     |
|                                                                                               | Jean-Pierre Duford      | Vert                     | 251            | 1,4 %  | -     |
|                                                                                               | Ian Denman              | Parti canadien du Québec | 113            | 0,6 %  | -     |
|                                                                                               | Jean-François Racine    | Climat Québec            | 67             | 0,4 %  | -     |
|                                                                                               | Beverly Bernardo        | Indépendant              | 47             | 0,3 %  | -     |
|                                                                                               | Jean-Charles Cléroux    | Démocratie directe       | 39             | 0,2 %  | -     |
|                                                                                               | Shawn Lalande McLean    | Accès propriété          | 30             | 0,2 %  | -     |
| Total                                                                                         | Total                   | Total                    | 17 747         | 100 %  |       |
| Le taux de participation lors de l'élection était de 31,1 % et 133 bulletins ont été rejetés. |                         |                          |                |        |       |

## Jean-Talon, 2 octobre 2023
L'élection partielle dans la circonscription électorale de Jean-Talon a eu lieu le 2 octobre 2023, à la suite de la démission, le 19 juillet 2023, de la députée Joëlle Boutin, députée démissionnaire de la Coalition avenir Québec.

### Candidatures

#### Coalition avenir Québec
Le parti du gouvernement sera représentée par la fondatrice et directrice générale de l'organisme Vide ta sacoche et fille de Paul Shoiry, Marie-Anik Shoiry.

#### Québec solidaire
Olivier Bolduc et Christine Gilbert sont désignés comme potentiels candidats de Québec solidaire pour l'élection partielle. Le 6 août 2023, Olivier Bolduc est choisi par les membres de l'association locale du parti comme candidat officiel pour l'élection partielle.

#### Parti québécois
Eugénie Brouillet, vice-rectrice de l'Université Laval, Antonine Yaccarini, ex-employée péquiste, Jeanne Robin, candidate dans Taschereau en 2022, et Gabriel Coulombe, candidat dans Jean-Talon en 2022, ont été considérés comme candidats potentiels pour représenter le parti souverainiste dont les deux premières ont décliné l'offre. C'est finalement Pascal Paradis, cofondateur de l'organisme Avocats sans frontières, qui sera candidat pour le compte du PQ.

#### Parti libéral du Québec
Sam Hamad, ancien député de Louis-Hébert, et Joël Lightbound, député libéral de Louis-Hébert au fédéral, ont été pressentis comme candidats à la partielle mais ont tous deux refusé,. C'est Élise Avard Bernier, cofondatrice du site Vie de Parents, qui représentera le PLQ dans Jean-Talon.

#### Parti conservateur du Québec
Le chef du parti, Éric Duhaime, ne se présentera à la partielle dans Jean-Talon.
Le parti annonce le 28 août 2023 que Jesse Robitaille sera le candidat du Parti conservateur du Québec pour l'élection partielle.

#### Autres partis
Le 11 septembre, le Parti vert du Québec présente sa candidate pour la partielle, Kadidia Mahamane Bamba, candidate dans Vanier-Les Rivières en 2022.
La cheffe de Climat Québec, Martine Ouellet, annonce qu'elle sera la candidate de son parti pour l'élection partielle.

### Sondages locaux

#### Agrégateurs de sondages
| Dernière mise à jour | CAQ  | QS   | PQ   | PLQ  | PCQ  | PVQ | Autres | Agrégateur | ME         | Source |
| -------------------- | ---- | ---- | ---- | ---- | ---- | --- | ------ | ---------- | ---------- | ------ |
| Dernière mise à jour |      |      |      |      |      |     |        | Agrégateur | ME         | Source |
| Résultats            | 21,3 | 17,5 | 44,1 | 8,8  | 6,1  | 0,6 | 1,6    |            |            |        |
| 28 septembre 2023    | 29   | 18   | 31   | 12   | 9    | 1   | 1      | Qc125      | [ note 1 ] |        |
| Résultats en 2022    | 32,5 | 23,8 | 18,7 | 13,5 | 10,4 | 0,8 | 0,4    |            |            |        |

#### Sondages d'opinion
| Dernier jour du sondage | CAQ  | QS   | PQ   | PLQ  | PCQ  | Autres | Sondeur | Échantillon | ME     | Source |
| ----------------------- | ---- | ---- | ---- | ---- | ---- | ------ | ------- | ----------- | ------ | ------ |
| Dernier jour du sondage |      |      |      |      |      |        | Sondeur | Échantillon | ME     | Source |
| Résultats               | 21,3 | 17,5 | 44,1 | 8,8  | 6,1  | 2,2    |         |             |        |        |
| 13 août 2023            | 30   | 17   | 32   | 16   | 5    | NC     | Léger   | 300         | ± 5,66 |        |
| Résultats en 2022       | 32,5 | 23,8 | 18,7 | 13,5 | 10,4 | 1,2    |         |             |        |        |

### Résultats
|                                                                                               | Nom                    | Parti              | Nombre de voix | %      | Maj.  |
| --------------------------------------------------------------------------------------------- | ---------------------- | ------------------ | -------------- | ------ | ----- |
|                                                                                               | Pascal Paradis         | Parti québécois    | 11 327         | 44,1 % | 5 853 |
|                                                                                               | Marie-Anik Shoiry      | Coalition avenir   | 5 474          | 21,3 % | -     |
|                                                                                               | Olivier Bolduc         | Québec solidaire   | 4 491          | 17,5 % | -     |
|                                                                                               | Élise Avard Bernier    | Libéral            | 2 270          | 8,8 %  | -     |
|                                                                                               | Jesse Robitaille       | Conservateur       | 1 558          | 6,1 %  | -     |
|                                                                                               | Martine Ouellet        | Climat Québec      | 308            | 1,2 %  | -     |
|                                                                                               | Kadidia Mahamane Bamba | Vert               | 152            | 0,6 %  | -     |
|                                                                                               | Lucie Perreault        | Démocratie directe | 41             | 0,2 %  | -     |
|                                                                                               | Jean Duval             | Indépendant        | 35             | 0,1 %  | -     |
|                                                                                               | Steve Therion          | Équipe autonomiste | 28             | 0,1 %  | -     |
| Total                                                                                         | Total                  | Total              | 25 684         | 100 %  |       |
| Le taux de participation lors de l'élection était de 55,3 % et 251 bulletins ont été rejetés. |                        |                    |                |        |       |

#### Impact sur le projet du Troisième lien entre Québec et Lévis
La défaite de la Coalition avenir Québec dans la circonscription de Jean-Talon lors de l'élection partielle du 2 octobre 2023 a des répercussions sur le projet du Troisième lien. Le premier ministre François Legault annonce une réévaluation du projet, notamment en ce qui concerne l'exclusion des voitures. Cette décision est interprétée par certains comme une tentative de regagner le soutien des électeurs dans la région de Québec.
Le gouvernement annonce également qu'il consultera les citoyens pour mieux comprendre leur taux d'insatisfaction et pour évaluer toutes les options possibles pour le projet du Troisième lien.